# Alexander Andrejewitsch Storch
Alexander Andrejewitsch Storch (russisch Александр Андреевич Шторх; * 4. Dezember 1804; † 5. November 1870) war ein russischer Oberleutnant beim Litauer Leibgarde-Grenadierregiment.

## Leben
Er stammte aus einer deutsch-baltischen Adelsfamilie. Der Vater war der Vizepräsident der Akademie der Wissenschaften Andrei Karlowitsch Schtorch (Heinrich Friedrich von Storch) (1766–1835).
Am 30. Oktober 1820 trat er zur Ausbildung zum Oberbootsmann in die entsprechende Klasse der Ingenieur-Hauptschule ein. Am 15. November 1821 wurde er Junker im Rang eines Oberbootsmanns an der Sankt Petersburger Ingenieursleitung. Am 13. März 1822 erfolgte der Übertritt ins 2. Marineregiment als Offiziersstellvertreter (Podpraporschtschik/ Подпрапорщик). Am 16. Dezember 1822 wurde er Fähnrich (Praporschtschik/Прапорщик), am 17. Mai 1824 Leutnant. Am 17. Januar 1825 erfolgte der Eintritt ins 1. Leibgarde-Grenadierregiment.
Bei der Revolte der Dekabristen nahm er am Gefecht auf dem Platz des Senats teil (14. Dezember 1825). Er wurde an diesem Tag auf Veranlassung A. P. Wadbolskis in einem Keller verhaftet, wohin er sich mit seinen Soldaten nach den Gewehrschüssen auf die Aufständischen geflüchtet hatte. Nach einem Verhör durch W. W. Lewaschow am 15. Dezember 1825 wurde er in die Verliese der Peter-und-Paul-Festung gebracht („aber nur die Offiziersuniform sollte ihm weggenommen werden.“). Am 4. Januar erhielt er Einzelhaft. Am 8. Januar 1826 wurde er in die Festung Wyborg verlegt. In einer Untersuchung wurde festgestellt, dass er kein Mitglied der Geheimgesellschaften der Dekabristen war.
Auf höchsten Erlass hin (15. Juni 1826) wurde er freigelassen und im gleichen Rang in die Armee übernommen, musste aber monatlich über sein "Betragen" berichten. Per Befehl vom 8. Juli 1826 wurde er als Major vom Tobolsker Infanterieregiment zu den Wilmanstrander Infanterieregimentern versetzt. Als Oberstleutnant quittierte er den Dienst am 24. April 1843.
Er wurde Leiter eines Metallvorwerks im Bezirk Tscherikowsk in der Provinz Mogiljow (heute: Mahiljou). 
Auf Bitten seines Bruders Nikolaj Andrejewitsch Storch kehrte er 1855 in die Hauptstadt Moskau zurück. Er wurde rehabilitiert und seine Überwachung durch den Geheimdienst (die dritte Abteilung) als übertrieben bezeichnet.
Alexander Andrejewitsch Storch starb am 5. November 1870 und wurde in Pawlowsk begraben.